# Cerro Jachcha Paza
Cerro Jachcha Paza är ett berg i Bolivia.   Det ligger i departementet La Paz, i den västra delen av landet, 400 km väster om huvudstaden Sucre. Toppen på Cerro Jachcha Paza är 3 894 meter över havet.
Terrängen runt Cerro Jachcha Paza är platt åt nordost, men åt sydväst är den kuperad. Runt Cerro Jachcha Paza är det mycket glesbefolkat, med 4 invånare per kvadratkilometer.. 
Omgivningarna runt Cerro Jachcha Paza är i huvudsak ett öppet busklandskap.